# 광둥성
광둥성(중국어 간체자: 广东省, 정체자: 廣東省, 병음: Guǎngdōng, 광둥어: Gwong2 Dung1 Saang2) 또는 광동성은 중화인민공화국 남부의 성이다. 북동쪽으로 푸젠성, 북쪽으로 장시성·후난성, 서쪽으로 광시 좡족 자치구, 남쪽으로 홍콩·마카오와 접하고 있다. 레이저우반도 건너로 하이난성이 있다.
홍콩과의 경계 지역에는 선전 경제특구가, 마카오와의 경계 지역에는 주하이 경제특구가 있다. 성도는 광저우이다.

## 지리
광둥 성(廣東省)은 중국의 남부에 위치한다. 북쪽은 난링(南嶺)산맥을 기대고 있고, 동북부는 우이(武夷)산맥을 향하며, 남쪽은 남중국해(南中國海)를 향하고 있다. 광둥 성 전체의 육지는 북위 20°19′부터 25°31′까지에 위치하고, 동경 109°45′부터 117°20′까지이다. 광둥 성 육지는 동서로 길고, 남북이 좁은 형태이다. 총면적이 17.8만km2에 달하고, 연해에는 651개의 크고 작은 섬들이 분포한다.
광둥 성의 동쪽과 북쪽, 서쪽은 각각 푸젠성(福建省), 장시성(江西省), 후난성(湖南省), 광시 좡족 자치구(廣西壯族自治區) 등의 지역과 이웃하고 있고, 서남부는 충저우(瓊州)해협을 사이에 두고 하이난성(海南省)과 마주 바라보고 있으며, 홍콩과 마카오 특별행정구와도 인접한다.
해안선은 3,368km(도서를 포함하지 않는 해안선)에 달하고, 전체 지형은 북고 남저의 형세이다. 북부와 동북부, 서부는 비교적 높은 산맥들이 있고, 중부와 남부 연해 지역은 낮은 구릉, 더기(고원의 평평한 땅)와 평원이 많다. 산지와 구릉은 약 62%를 차지하고, 더기와 평원은 약 38%를 차지한다. 주요 산맥으로는, 롄화 산(蓮花山), 뤄푸 산(羅浮山), 주롄 산(九連山), 칭윈 산(靑雲山), 화스 산(滑石山), 톈루 산(天露山), 윈우 산(雲霧山), 윈카이 대산(雲開大山) 등이 있다. 광둥 성의 가장 높은 지점의 해발고도는 1,600m이다.
동북에서 서남까지 주향(走向)(또는 층향 :기울어진 지층면과 수평면이 만나서 이루는 직선의 방향)이 많이 나타나고, 그 방향이 또 해안선과 평행하다. 유역면적이 100km2이상인 강줄기도 모두 640갈래인데, 각각 주장(珠江)과 연해의 여러 하천의 수계에 속한다. 주로 둥장(東江), 베이장(北江), 시장(西江)과 한장(韓江)이 있다. 성내의 다년간 평균 강수량은 1,774mm이다.

## 행정 구역
현재 21개의 지급시(地级市)를 비롯해 65개의 시 직할구, 20개의 현급시(县级市), 34개의 현(县), 그리고 3개의 자치현(自治县)을 관할한다.
| 광둥 성의 행정구역 | 광둥 성의 행정구역  | 광둥 성의 행정구역 | 광둥 성의 행정구역 | 광둥 성의 행정구역 | 광둥 성의 행정구역 | 광둥 성의 행정구역 |
| ------------------ | ------------------- | ------------------ | ------------------ | ------------------ | ------------------ | ------------------ |
|                    |                     |                    |                    |                    |                    |                    |
| №                  | 이름                | 한자               | 병음               | 면적 (Km2)         | 인구 (2019년)      | 시청소재지         |
| 부성급시           |                     |                    |                    |                    |                    |                    |
| 9                  | 광저우시 (광주시)   | 广州市             | Guǎngzhōu Shì      | 7,434.40           | 15,923,860         | 웨슈구             |
| 21                 | 선전시 (심천시)     | 深圳市             | Shēnzhèn Shì       | 2,050.76           | 13,837,218         | 푸톈구             |
| 지급시             |                     |                    |                    |                    |                    |                    |
| 1                  | 칭위안시 (청원시)   | 清远市             | Qīngyuǎn Shì       | 19,152.90          | 3,698,394          | 칭청구             |
| 2                  | 사오관시 (소관시)   | 韶关市             | Sháoguān Shì       | 18,412.53          | 2,826,612          | 전장구             |
| 3                  | 허위안시 (하원시)   | 河源市             | Héyuán Shì         | 15,653.63          | 2,953,019          | 위안청구           |
| 4                  | 메이저우시 (매주시) | 梅州市             | Méizhōu Shì        | 15,864.51          | 4,240,139          | 메이장구           |
| 5                  | 차오저우시 (조주시) | 潮州市             | Cháozhōu Shì       | 3,145.89           | 2,669,844          | 샹차오구           |
| 6                  | 자오칭시 (조경시)   | 肇庆市             | Zhàoqìng Shì       | 14,891.23          | 3,918,085          | 돤저우구           |
| 7                  | 윈푸시 (운부시)     | 云浮市             | Yúnfú Shì          | 7,779.12           | 2,360,128          | 윈청구             |
| 8                  | 포산시 (불산시)     | 佛山市             | Fóshān Shì         | 3,848.49           | 7,194,311          | 찬청구             |
| 10                 | 둥관시 (동관시)     | 东莞市             | Dōngguǎn Shì       | 2,465.00           | 8,220,237          | /                  |
| 11                 | 후이저우시 (혜주시) | 惠州市             | Hùizhōu Shì        | 11,342.98          | 4,597,002          | 후이청구           |
| 12                 | 산웨이시 (산미시)   | 汕尾市             | Shànwěi Shì        | 4,861.79           | 2,935,717          | 청구               |
| 13                 | 제양시 (게양시)     | 揭阳市             | Jiēyáng Shì        | 5,265.38           | 5,877,025          | 룽청구             |
| 14                 | 산터우시 (산두시)   | 汕头市             | Shàntóu Shì        | 2,248.39           | 5,391,028          | 진핑구             |
| 15                 | 잔장시 (잠강시)     | 湛江市             | Zhànjiāng Shì      | 13,225.44          | 6,993,304          | 츠칸구             |
| 16                 | 마오밍시 (무명시)   | 茂名市             | Màomíng Shì        | 13,225.44          | 5,817,753          | 마오난구           |
| 17                 | 양장시 (양강시)     | 阳江市             | Yángjiāng Shì      | 7,955.27           | 2,421,812          | 장청구             |
| 18                 | 장먼시 (강문시)     | 江门市             | Jiāngmén Shì       | 9,505.42           | 4,448,871          | 펑장구             |
| 19                 | 중산시 (중산시)     | 中山市             | Zhōngshān Shì      | 1,783.67           | 3,120,884          | /                  |
| 20                 | 주하이시 (주해시)   | 珠海市             | Zhūhǎi Shì         | 1,724.32           | 1,560,229          | 샹저우구           |

중화인민공화국은 둥사(东沙) 군도(群岛)의 주권을 가지고 있다고 주장하여 둥사 군도를 광둥 성에 편입시켰지만, 실제의 통치권은 없으며, 동사 군도는 중화민국(타이완) 가오슝시(高雄市) 치진구(旗津區)의 관할 하에 있다.

## 역사
진(秦) 왕조 이전, 광둥은 월족(越族) 사람들이 모여 사는 곳이어서, 백월지(百越地)라고 불렸고, 외지는 아니었다. 주이왕(周夷王) 8년에는 초정(楚庭)이 건립되었고 광둥 지역의 중심이 되었다.
진시황(秦始皇) 33년에 영남(嶺南, 광둥, 광시)을 통일한 후 군(郡)을 설치하였는데, 광둥은 남해(南海)군에 속했다. 한(漢)초에는 조타(趙佗)가 영남 3군을 점거하여, 남월국(南越國)을 세우고, 번우(番禺)를 수도로 정했는데, 이곳이 현재의 광저우(광주)(廣州)이다. 원정(元鼎) 6년, 한 무제(漢武帝)가 남월국을 평정했고, 한 무제 원봉 5년에 교주(交州)에 포함되었다.
삼국의 오(吳)나라 황무(黃武) 5년에는 교주를 나누어 지금의 광주(廣州)를 두었다. 수 문제(隋文帝)는 재위시절에 남해군을 폐지하고 광주 총관부(總管府)를 두었다. 인수(仁壽)원년(元年)에 태자 양광(楊廣)의 휘(諱)와의 중복을 피하기 위해 번주(番州)로 이름을 고쳤다. 대업(大業) 3년에 다시 남해군이 설치되면서 번주에 속하게 된다. 당(唐)나라 무덕(武德) 4년에 다시 광주가 설치되고, 처음엔 총관부로 되었다가 나중엔 도독부(都督府)로 바뀌게 된다. 함통(咸通) 3년에 영남이 동서로 나뉘어, 지금의 광둥은 영남동도(嶺南東道)에 속하게 되었다.
당대 말기, 변방 세력들이 봉기할 때 남한(南漢)은 영남에 나라를 세우고 영남도(嶺南道)를 폐지했다. 또 광둥은 남한 정권의 중심지역이 되어 남한 조정이 직접 관할하였다. 송(宋) 태조 개보(開寶) 4년, 남한을 평정하고 그 편제를 폐지하였으며 영남도를 다시 설치했다. 송대 지도(至道) 3년에 광남동로(廣南東路)를 설치했는데, 이것이 오늘날 광둥 성 이름의 유래가 된다. 원(元)나라 지원(至元) 15년, 강서행중서성(江西行中書省)에 속하게 되고, 광동도(廣東道) 선위사(宣慰使)를 세웠다.

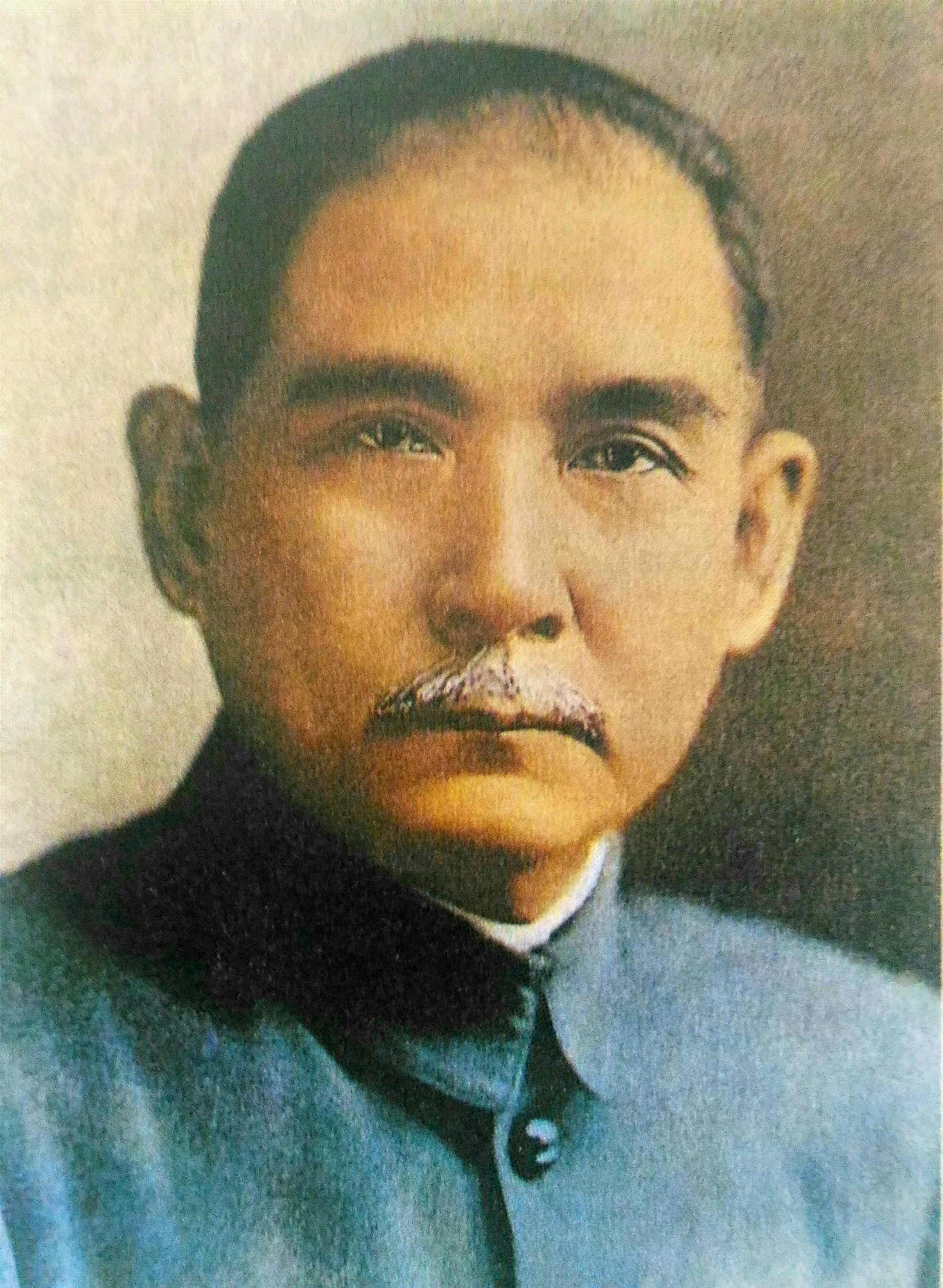
쑨원(孫文)

명(明) 홍무(洪武) 2년(1369) 5월, 광동도가 광동행성(廣東行省)으로 바뀌었고, 홍무 9년(1376) 7월에는 광동행성이 광동승선포정사사(廣東承宣布政使司)로 바뀌었으며, 일반적으로는 광동성(廣東省)이라 불렀다. 청(淸)대는 양광총독(兩廣總督)의 관할 하에 있었다. 1911년 11월 9일, 광둥 성은 독립을 선포하면서 군정부가 설치되어 중화민국(中華民國)의 관할지가 되었다. 1916년 7월 6일에 문인정부(文人政府)로 바뀌어 그 후에 여러 차례 쑨원(孫文) 선생의 최고사령부인 반 북양정부 운동의 근거지가 되었다. 1926년 11월10일, 성(省)정부가 ‘성국민정부(省國民政府)’로 이름을 고쳤다. 천지탕(陳濟棠) 주정(主政)기간(1929-1936)에는 광둥의 경제, 문화, 교통, 도시건설 분야에 현저한 발전이 있었다.
1938년 10월 21일부터 1945년 8월 15일까지 일부지역(광저우, 포산, 중산, 장먼, 둥관, 바오안, 후이저우, 차오저우 등지)은 일본군의 지배하에 있었다. 1950년 6월 27일, 공산당의 중국 인민 해방군이 주하이(珠海)의 완산 군도(萬山群島)를 공격하여 점령한 후 성 전체가 해방되었다.
광둥은 공산당에 점령된 후 중공성정부(中共省政府) 첫 해에 중화민국 국민정부의 제도를 계속하여 사용하였다. 그러나 성국민정부가 ‘성인민정부(省人民政府)’로 바뀌고, 1968년 2월 21일에 ‘광둥 성 혁명위원회’로 개칭된다. 그러다 1979년에 또다시 성인민정부로 복귀된다. 중화인민공화국 건국 이후, 화이지(懷集)를 광시에서 광둥으로 편입시키고, 친저우(欽州), 팡청강(防城港), 베이하이(北海)는 광둥에서 광시로 편입시키는 등 행정구역에 조정이 있었다. 1988년에 하이난(海南)은 독립하여 하나의 성이 되었다.

## 경제
공산주의자들이 지배권을 획득한 이래, 1978년에 최고 지도자인 덩샤오핑이 주도한 개혁개방정책이 시작될 때까지 광둥성은 경제적으로 침체되어 있었다. 개혁개방정책이 시행되기 이전 중국의 경제 발전 정책은 광둥성과 비교적 떨어져 있는 내륙 지방에 있는 산업의 발전을 장려했다. 따라서 이러한 정부 정책은 광둥성이 해양으로 진출하는 것을 어렵게 만들었다.
덩샤오핑의 개혁개방정책으로 홍콩(香港)에 근접한 해양으로의 진출과 화교와의 교류가 용이해짐에 따라 광둥성 지역 경제가 급진적으로 변하게 되었다. 게다가 중국의 과세 제도가 개혁된 1990년대까지 광둥성은 경제적으로 뒤처져 있었기 때문에, 중앙 정부는 광둥성에 상대적으로 낮은 과세 비율을 책정함으로써 혜택을 주게 되었다.
광둥성은 상하이시와 더불어 개혁개방정책에 있어 좋은 성과를 거두었으며, 그 경제 붐은 중국이 거대한 노동 집약적인 제조 공업의 발전소로 성장해왔다는 좋은 예시가 된다. 선전(深圳)은 상하이시(上海)와 더불어 지금도 중국 경제를 이끄는 핵심적인 역할을 한다. 광둥성의 경제는 제조업과 수출에 기초하고 있으며, 경공업 위주와 가공주도형 경제라는 특성을 지니고 있다.
다음은 1980년부터 2005년까지 광둥성의 국내총생산(GDP)을 공식적으로 나타낸 표이다.
| 연도 | GDP       |
| ---- | --------- |
| 1980 | 24,571    |
| 1985 | 55,305    |
| 1990 | 147,184   |
| 1995 | 538,172   |
| 2000 | 966,223   |
| 2005 | 2,170,128 |

광둥성은 인근 성으로부터 노동자들이 대거 유입됨에 따라 얼마 전부터 노동 임금이 오르기 시작했지만, 현재 높은 GDP(국내총생산)를 기록하며 가장 부유한 지역 중의 하나로 손꼽힌다. 광둥성의 2005년 GDP는 전년도 대비 12.5% 증가한 인민폐 2조 1억 7,000만 위안에 달했고, 2006년도 말까지 이에서 14% 증가한 2조 5억 8,000만 위안에 도달할 것으로 기대되고 있다. 광둥 성의 제1, 2, 3차 산업은 각각 1억 3,746만 위안, 1조 8천만 위안, 9억 5794만 위안이었다. 1인 평균 GDP는 2000년보다 84.7% 증가한 23,616 위안(US$2,912)에 달했다. 광둥성은 국가 전체 경제 생산에 대략 12% 정도 기여한다.
현재 중국의 5개 경제특구 중 홍콩과의 경계에 자리 잡은 선전시(深圳), 그리고 마카오(澳門)와 경계지역에 자리 잡은 주하이시(珠海), 그리고 산터우시(汕頭)가 광둥성에 있다. 광둥 성의 부(富)는 주강 삼각주(PRD : Pearl River Delta) 근처에 많이 집중되어있으며, 광둥성의 성 내 국민 총생산, 외자도입액수, 수출액, 지방세입액수는 전국에서 1위를 차지하고 있다.
중국의 단파라디오 제조업체인 텍선이 광저우와 선전 사이에 있는 둥관에 본사를 두고 있으며, 또 다른 라디오 제조업체인 DEGEN은 선전에 본사를 두고 있다. 또한 중국의 대표적인 통신장비 업체 화웨이가 선전에 본사를 두고 있는 등, 중국 내에서는 전자 산업이 발전한 성이다.

## 인구
2005년 인구조사자료에 따르면 2005년 말에, 광둥 성의 상주인구는 9,194만 명에 달하는데 이 수치는 전국 31개의 성, 시, 자치구의 인구 수 중에서 3위에 해당한다. 그 중에서 성 외부에서 유입한 인구는 1,635.89만 명이고, 전체 상주 인구의 17.8%를 차지한다. 2000년 제5차 인구조사 이래로, 광둥 성의 유동인구(성외부에서 유입한 인구)는 점점 증가되었고 중국 전체에서 유동인구의 수로 수위(首位)를 차지했다. 다른 성으로부터의 막대한 인구유입은 광둥의 벼락경기 경제와 높은 노동력의 수요에도 기인한다.
광둥 성은 상당수의 화교들을 배출한 곳이기도 하다. 캐나다 철도 노동자의 대부분과 19세기 미국서부와 파나마의 노동자들이 바로 광둥에서 온 사람들이었다. 최근 경제적 번영과 함께 이민이 더뎌지고 있지만, 광둥 성은 여전히 북미와 세계의 다른 지역으로의 이민의 주요한 원천이 되고 있다.
광둥 성 인구의 대부분은 한족(漢族)이다. 북쪽에 소수민족인 야오족(瑤族)이 있고, 먀오족(苗族), 리족(黎族), 좡족(壯族) 등의 소수민족도 살고 있다.
인구밀도가 높고, 사람과 동물이 사는 곳이 아주 근접했기 때문에, 2002년 말에 감기와 같은 호흡기 질환의 근원지가 되었다. 그래서 광둥은 사스의 최초 근원지라고 의심받기도 한다.
참고로 인도의 마하라슈트라, 우타르프라데시, 파키스탄의 펀자브주와 더불어 인구가 1억명을 넘은 주이기도 하다.

## 민족과 민족 집단(民系)
광둥은 옛날에 백월(百越) 민족(고대의 장저(江浙), 민웨(閩越) 지방에 거주한 민족)이 거주한 지역으로 민족성분이 복잡하고 다양하다. 역사적으로 한족이 끊임없이 남방으로 이주함에 따라 민족 간에도 계속해서 융화가 이루어졌다. 현재 광둥은 한(漢)족이 절대 다수를 차지하고 있으며, 소수민족으로는 야오족, 좡족, 먀오족, 리족, 서족(畲族) 등이 있다.
- 야오족(瑶族)

야오족은 중국 소수민족의 하나로 그 역사가 비교적 유구하고, 인구는 2000년을 기준으로 약 2,637,421명이다. 그 중 62.1%는 광시 성(廣西省)에 (147만), 21.5%는 후난성(湖南省)에 (70만), 8%는 광둥 성에 (20만), 8%는 윈난성(雲南省)에 (19만), 1.5%는 구이저우(貴州)에 분포하고 있다. 그 밖에, 장시성(江西省), 후난 성의 서쪽 등지에도 분포한다.
이들은 국경을 넘어 거주하기도 하는데, 이 중 일부가 베트남 북부에 산다. 동남아국가의 화교지역에 살기도 하고, 일부는 바다를 건너 미국, 캐나다, 멕시코, 프랑스 등지로 이동하여 살기도 한다.
야오족의 민족 풍격은 비교적 소박하고 용맹스럽다. 통치자들에게 자주 내쫓기고 차별대우를 받았기 때문에, 일반적으로 산지에 거주하고, 이 때문에 “無山不成瑶”(산중에 요족이 번성하지 않은 곳이 없다)라는 말도 생겨났다. 언어가 제각각이고, 그 차이도 크며 고유의 문자가 없어 중국어(漢語)를 사용한다. 야오족의 대부분은 좡족어(壯語)와 먀오족어(苗語) 등의 언어를 구사할 수 있다.
- 리족(黎族)

리족은 중국 소수민족의 하나로 인구의 90%이상이 하이난성(海南省) 통스리족먀오족자치주(通什黎族苗族自治州)에 분포한다.
그 밖에도 하이난 성의 완닝(萬寧), 둔창(屯昌), 치옹하이(瓊海), 단셴(儋縣), 딩안(定安) 등의 현(縣)에 거주하기도 한다. 2000년을 기준으로 리족의 인구는 약 124.7만 명이다.
- 서족(畲族)

서족은 주로 저장성(浙江省) 징닝서족자치현(景寧畲族自治縣)에 분포하고, 그 외에도 푸젠 성, 장시 성, 광둥 성, 안후이성 등의 일부 산지에 거주한다. 대부분 한족과 뒤섞여 사는데, 인구는 2000년을 기준으로 약 709,592명이고, 그중 55%는 푸젠 성에(38만 명), 27.4%는 저장 성에(17만 명), 12.1%는 장시 성에(7만여 명), 4.2%는 광둥 성에 거주한다. 서족은 북방에서 남방으로 옮겨온 소수민족이고, 이후에 남쪽으로 이주한 객가(客家) 민족과의 관계도 친밀하다.
광둥 3대 민족 집단(民系)
광둥의 3대 민족 집단은 광둥 한(漢)족의 광푸인(廣府人), 객가인(客家人), 차오저우인(潮州人)을 가리키며, 이들은 광둥 한족의 대다수를 차지한다. 3대 민족 집단의 형성은 그 집단의 선조들이 광둥으로 이주한 시기와, 사용방언의 차이, 그리고 각각의 특색 있는 풍속과 연관이 있다. 역사적으로 3대 민족 집단 사이에 모순과 갈등이 있었지만, 현재는 관계가 호전되었으며 그들만의 특색을 유지하면서도 서로 영향을 주고받으며 융합하는 관계에 있다.
- 광푸인(廣府人)

좁은 의미의 광푸인은 광저우(廣州)를 중심으로 주장 삼각주(珠江三角洲)와 주변지역에 사는 사람, 그리고 광둥어 광푸편(廣府片)을 모어로 하고, 자신들의 독특한 문화, 언어, 풍속, 건축양식을 가진 한족민족 집단을 일컫는다. 넓은 의미의 광푸인은 광둥 인구 전체 혹은 광둥어를 사용하는 집단을 가리킨다.
- 객가인(客家人)

객가인은 한족 계통의 민족이고, 전 세계에 넓게 분포하고 있다. 송대(宋代)부터 시작하여, 중원의 한족이 대규모로 남쪽을 향해 이동했었는데, 간난(贛南)을 통과해, 민시(閩西)에서 메이저우(梅州)에 이르기까지 이동하여, 성숙하고 안정성을 지닌 객가 민족이 형성되었다. 그 이후에 객가인은 메이저우를 본거지로 하여 전국과 세계각지로 뻗어 나갔다. ‘객가사주(客家四州)’란 메이저우, 간저우(贛州), 팅저우(汀州), 후이저우(惠州)를 말한다. 푸젠 성의 닝화 석벽(福建寧化石壁)은 객가 민족 형성의 중심지역이고, 석벽은 객가인 선조의 땅으로 여겨진다.
- 차오저우인(潮州人)

광둥 삼대 민족의 하나이고, 중국 남방에서 전 세계에 이르는 화교 중 영향력이 큰 민족 중의 하나이다.

## 언어
광둥지방의 중국어는 광둥어, 객가어, 차오저우어, 레이저우어(雷州語), 사오저우 방언(韶州土語) 등을 포함한다. 그 중 토어(土語) 제외하고, 나머지는 각각 중국어 7대방언중의 월방언, 객가 방언, 민방언에 속하고, 이 삼대방언을 모어로 하는 사람들은 광둥 본지인의 약 45%, 30%, 25%를 차지한다.
광둥의 광저우어(廣州話)와 메이현어(梅縣話)는 각각 중국어의 월 방언과 객가 방언의 대표음으로 중국어 방언에서 중요한 자리를 차지한다. 이 밖에 광둥 성에서는 표준어도 많이 사용하고 광둥 본지의 소수민족 언어와 외부성에서 들어온 방언도 많이 사용하고 있다.
- 월방언(粤方言)

월어(粤語) 또는 백화(白話), 광둥어 혹은 월방언이라고 칭하고, 영어로는 Cantonese라고 한다. 월방언은 한장어계(漢藏語系)에 속하는 성조를 가진 언어이다. 중국 남방의 광둥 성 중서부, 광시 성의 중남부 및 홍콩, 마카오와 동남아의 일부 국가나 지역, 해외 화교 거주 지역에 널리 퍼져 사용되고 있다. 월방언이라는 명칭은 중국고대에 남방에 대해 월(越) 혹은 월(粤)이라고 칭했던 것에서 유래한다. 언어학 분류상 중국학자와 서양학자간에 의견이 갈라져서 월방언을 하나의 방언으로 볼 것인가, 아니면 독립된 언어로 볼 것인가 하는 논쟁이 있어 왔다. 현재 전 세계에 월방언 사용 인구는 대략 6600만에서 1억2천만 정도 되고, 사용되는 지역이 매우 광범위하다.
- 객가방언(客家方言)

객가어는 객화, 객어라고도 한다. 언어학자들은 객가어를 방언에 귀속시켜야 하는지, 아니면 하나의 언어로 봐야 하는지에 대해 여전히 논쟁하고 있다.
객가어는 주로 광둥 성의 동부, 푸젠 성의 서부, 장시 성의 남부 접경의 장시 푸젠 광둥 객가구(贛閩粵客家地區), 그리고 중국 남방과 타이완(臺灣), 홍콩, 마카오, 해외 화교거주 지역 등에서 광범위하게 사용되고 있다. 그 언어의 역사는 매우 유구하나, 객가어라는 정식명칭을 얻은 것은 20세기의 일이다.
언어학상으로, 객가어의 대표음은 광둥 메이저우(梅州)지역에서 사용하는 메이현화(梅縣話)를 가리키는데, 최근에는 타이완의 스셴화(四縣話)와 광둥의 후이양화(惠陽話)도 꽤 강세를 나타내고 있다.
- 차오저우방언(潮州方言)

조어, 일반적으로 차오저우어(潮州話)라고 한다. 중국어 방언 중의 하나이며, 광둥 성 동부의 차오산(潮汕)지역과 해외 화교지역 등에서 사용한다. 영어로 Teochew 또는 Chiuchow라고 일컬어지며, 이것은 “차오저우”(潮州) 두 글자를 음역한 것이다. 차오저우방언 사용지역에서 사전, 전문 저술 등 학술성 저작들은 전체적으로 차오저우어를 표준으로 삼고, 최근에 ‘차오산화(潮汕話)’라는 새로운 명칭이 출현했지만, 일부 사람들(주로 차오저우시민)은 차오저우어라는 명칭을 사용할 것을 고수하고 있다.
- 레이저우어(雷州語)

레이저우화 또는 리어(黎語)와 레이어(雷語)로 불리기도 한다. 민난(閩南)방언의 한 갈래에 속하고 현재 주로 레이저우반도의 레이저우, 쉬원(徐聞), 수이시(遂溪) 등지에서 사용한다. 레이저우어를 사용하는 레이저우 인구는 약 400만 명이다. 레이저우어의 사용자는 당대에 민난 지역에서 온 이주민들이지만, 레이저우어는 현재 민난 지역의 언어와 상당한 차이를 보인다.
- 사오저우방언(韶州土話)

위에베이토화(粵北土話)는 과거에 사오저우토화(韶州土話)라 불렸고, 현지인들은 “스포화(蝨婆話)”라고 한다. 광둥의 북부 러창(樂昌), 런화(仁化), 루위안(乳源), 취장(曲江), 난슝(南雄), 전장(湞江), 우장(武江), 롄저우(連州), 롄난(連南) 등의 현(縣)에서 사용한다. 위에베이(粵北)방언에 대한 귀속 문제는 지금까지도 정설이 없다. 어떤 학자는 위에베이방언은 송대(宋代) 간어(贛語)의 기초위에 객가어와 월방언, 시난관화(西南官話) 등의 혼합성 방언이 혼합되었다고 주장하기도 한다.

## 문화
광둥의 문화는 그 역사가 오래되었고, 독특한 특색을 지닌다. 광둥의 음식은 전국적으로 유명하고, 객가인들의 겹으로 둘러싸여진 집(客家圍屋)은 중국인들이 남방으로 이주한 문화를 대표적으로 보여줄 수 있는 건축물이다.
- 음식

광둥요리는 중국의 8대 요리 계통(菜系)중의 하나이며, 맛이 단백하고 신선한 것이 특징이다. 광둥 요리 계통은 광푸(廣府)요리, 차오저우(潮州)요리, 객가(客家)요리, 하이난(海南)요리 및 구이린(桂林) 요리를 포함하고, 이 중에서 광푸(廣府)요리가 광둥요리를 대표한다. 광둥요리는 먹을 수 있는 것이라면 모두 재료로 쓴다. 돼지고기, 소고기, 닭고기 외에도 뱀, 달팽이, 곤충, 연충, 닭발, 오리혓바닥, 소의 음경까지도 재료가 될 수 있다. 광둥요리의 방법은 셀 수 없이 많지만, 시간을 절약하고 재료 본연의 맛을 살리기 위해 주로 찜, 부침, 튀김 등의 방법을 쓴다.
중국의 어떤 지역에서는 도살을 목적으로 개를 기른다. 하지만 개고기를 판매하는 식당은 그리 많지 않다. 홍콩에서는 고양이고기나 개고기를 판매하는 것이 불법이며, 고양이나 개를 도살하는 것은 동물 학대 죄로 처벌받게 되어있다. 타이완에서는 <동물보호법>이 입법원을 통과하였고, 개고기의 판매와 식용을 금지하고 있다.
차오저우(潮州)요리는 광둥성 차오산(潮汕)지역에서 기원하였고, 광푸요리, 푸젠(閩)요리와 비슷하다. 차오저우요리에서는 해산물요리와 야채요리가 유명하고, 차오저우 죽(粥) 또한 유명한데, 차오저우 죽은 되고 끈적끈적한 광저우 죽에 비해 상대적으로 묽다. 정통 차오저우 요리 집에서는 식사 후에 우롱차(烏龍茶)를 제공한다.

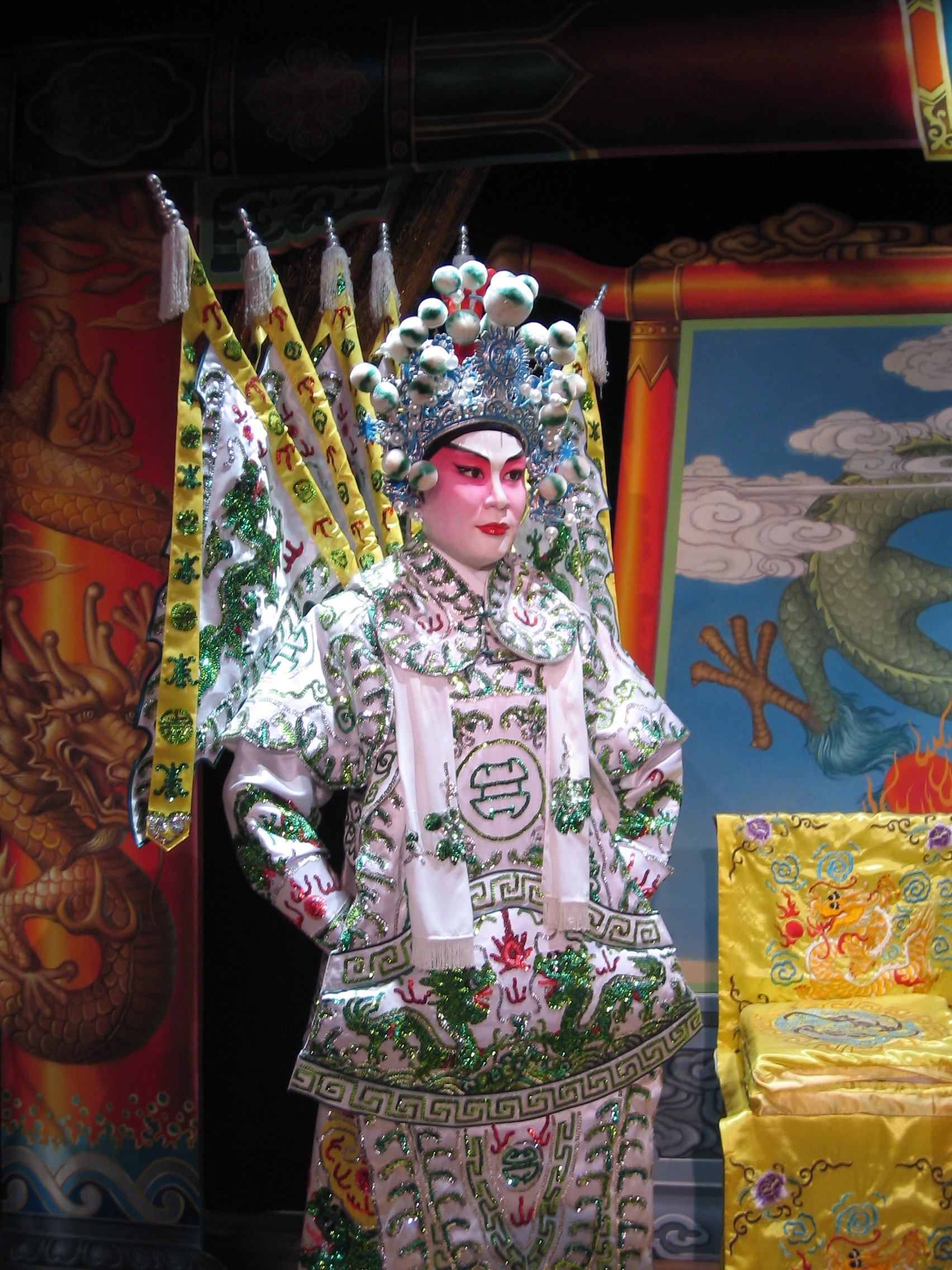
월극(粵劇)

객가(客家)요리는 객가인들이 화중(華中), 화난(華南)의 구릉산지로 이동함에 따라 땀 흘려 일하는 경우가 많아 염분을 보충해 체력을 유지하기 위해, 기름이 많고 짜며 강한 맛의 음식이 대부분이다. 갖가지 방법으로 조리한 갓(芥菜)을 음식에 넣어 먹으며, 전통적으로 여자가 임신하면 시어머니가 찹쌀과 누룩 등으로 양조한 객가황라오주(客家黃老酒)를 만들어 며느리가 산후에 몸보신을 하도록 한다.
- 극(戲劇) - 광저우 월극(粵劇), 차오극(潮劇), 광둥 한극(漢劇), 광둥 레이극(雷劇), 광둥 무위극 (木魚戲), 객가 차이차극(採茶戲)
- 음악 - 화난음악(南音), 차오저우음악(潮樂), 객가 가곡(客家山歌)
- 건축 - 광둥 광푸(广府) 건축, 광둥 객가 건축, 차오저우식 건축, 객가의 겹집(客家圍屋)

## 관광명소
- 황화강치스얼례스무(黃花崗七十二烈士墓) - 황화강치스얼례스무는 중국 광둥성 광저우시 셴례중루(先烈中路)에 있다. 이것은 1911년 4월 쑨원(孫文)이 이끄는 중국동맹회가 황화강에서 봉기하던 중 희생된 72명의 열사를 기념하기 위해 지어졌다. 그 당시 72명 외에도 14명이 더 죽었으며 이들(총 86명)의 이름은《광저우 신해 3월 29일 혁명기》비석의 후면에 새겨져 있다.
- 광샤오쓰(光孝寺) - 바오언광샤오찬쓰(報恩光孝禪寺)를 줄여서 광샤오쓰라고 하며 광저우시 웨슈구(越秀區) 광샤오루(光孝路)에 위치해있다. 광둥 성에서 역사가 가장 오래된(약 2000년) 사찰이며, 광저우 4대 사원 - 광샤오(光孝), 류롱(六榕), 화린(華林), 하이좡(海幢)중의 하나이다.

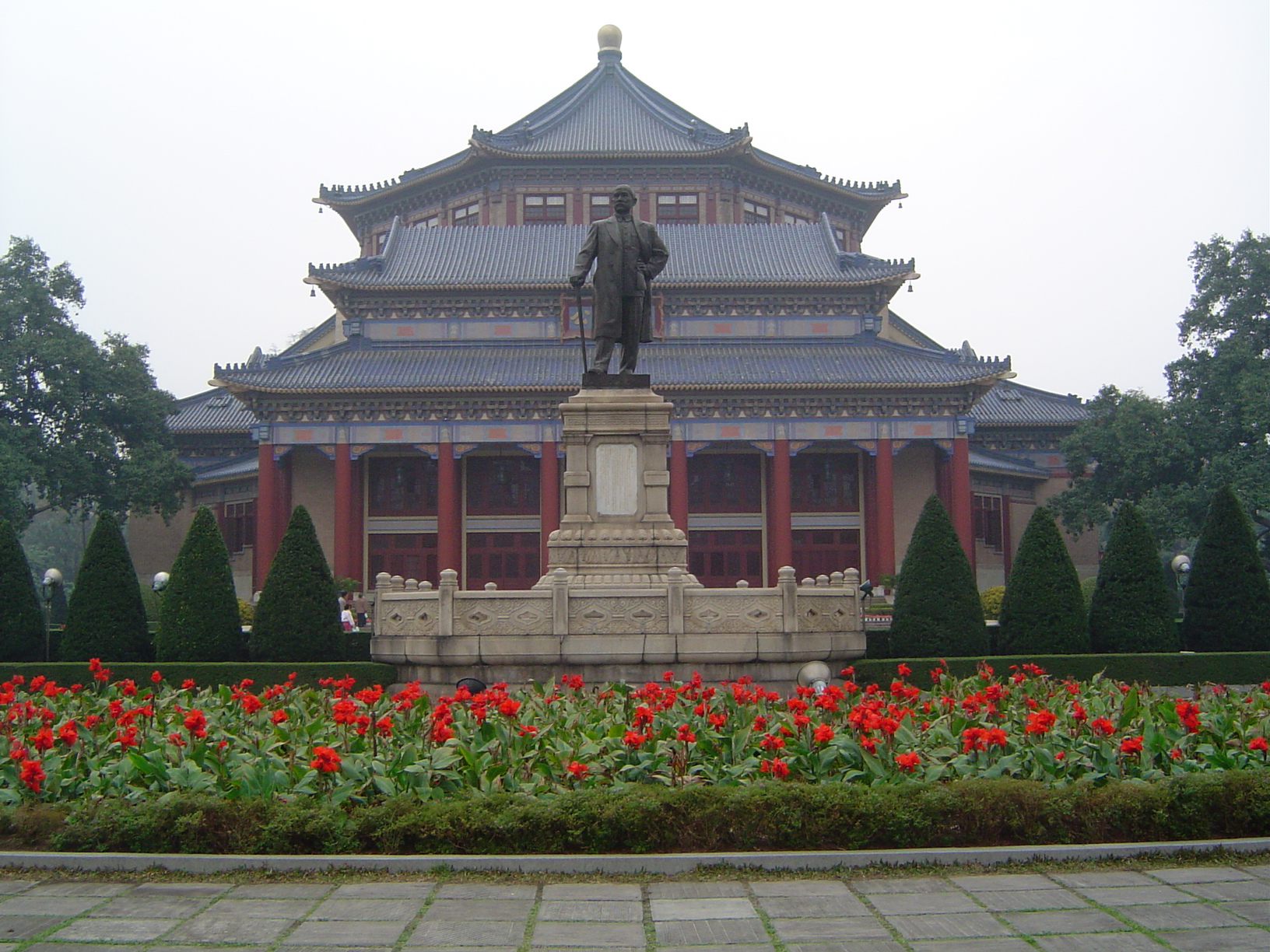
중산지녠탕(中山紀念堂) 앞 쑨원(孫文)동상

- 중산지녠탕(中山紀念堂) - 광저우 중산지녠탕은 광저우시 웨슈구(越秀區) 동펑중루(東風中路) 259호에 위치해있으며, 웨슈산(越秀山)을 등지고, 광저우 시 정부를 마주보며, 광둥 성 정부와 인접해 있다. 중국 혁명의 아버지 쑨원을 기리기 위해 1931년에 세워졌다.
- 사몐 섬(沙面島) - 사몐 섬은 광저우시 남쪽, 주장(珠江) 위에 떠 있는 인공 섬으로, 1861년 이후 영국과 프랑스의 조계지가 되어 각국 영사관이 설치되었다. 이로 인해 서양식으로 지어진 건물과 교회 등이 많고, 아직까지도 남아있는 것이 있다. 현재 사몐 섬에 광저우 주재 미국 영사관이 있어 많은 외국인들이 방문하며, 이 영사관에서 중국인의 미국이민 비자문제를 처리한다.

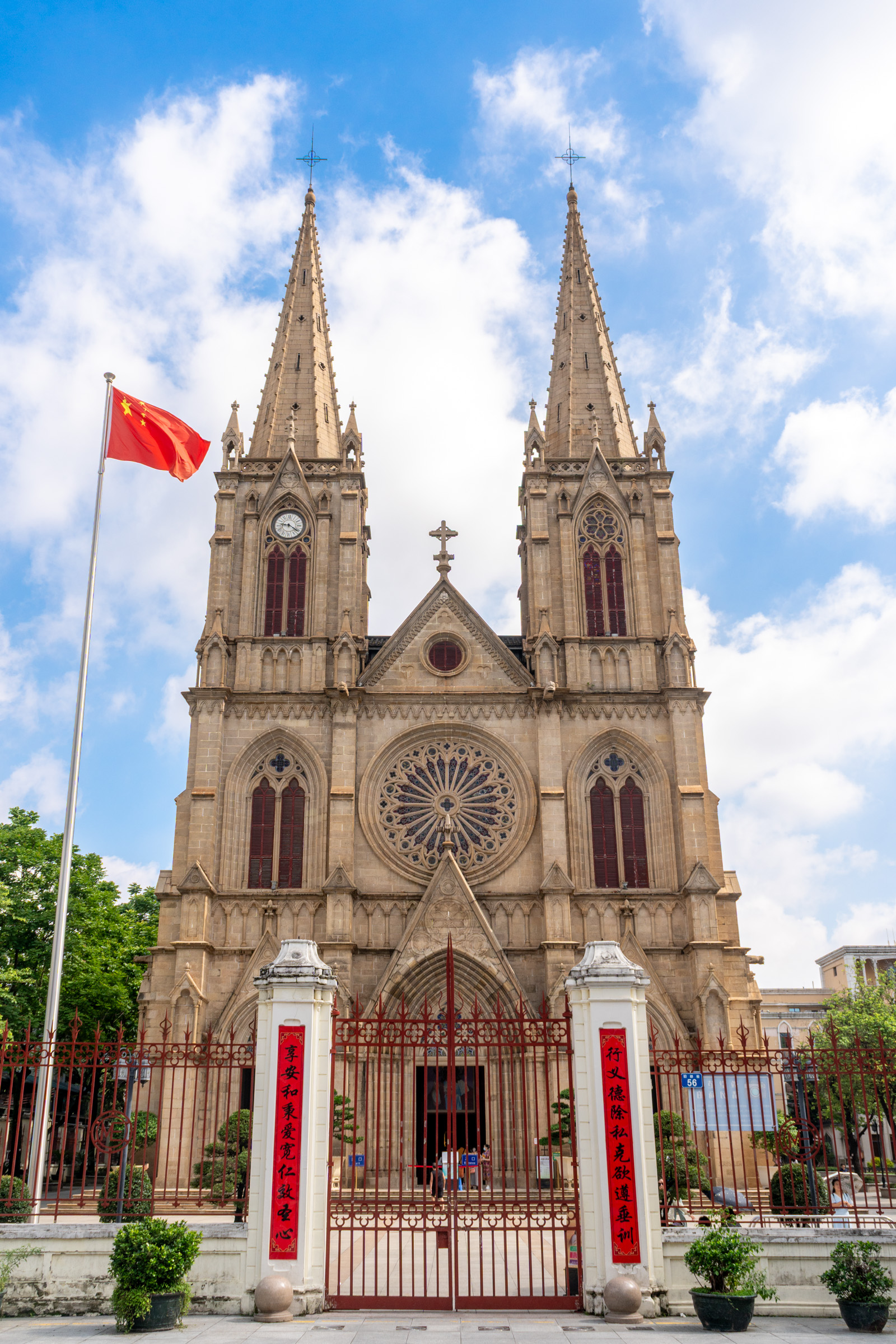
스스성신쟈오탕(石室聖心敎堂)

- 스스성신쟈오탕 (石室聖心敎堂) - 광저우시 이더루(一德路)에 위치하고 있으며 광저우 천주교 교구에서 가장 크며 특색 있는 교회이다. 1888년에 완성되었으며, 벽과 기둥 모두 화강암을 사용하여 석실(石室)이라고 불리기도 한다.

- 기타 -
난웨원왕무 (南越文王墓)
황푸군관학교 옛터 (黃埔軍校舊址)
차오저우 카이위안쓰 (潮州開元寺)
천스수위안 (陳氏書院 / 陳家祠堂)
홍수전 고거 (洪秀全故居)
쑨중산(쑨원) 고거 (孫中山(孫文)故居)
캉유웨이 고거 (康有爲故居)
량치차오 고거 (梁啓超故居)

## 종교
- 불교 - 불교신자는 약 32만 명이며, 광둥 성에는 중국의 대표적인 불교 사원들이 분포하고 있다. - 사오관 난화찬쓰(韶關南華禪寺), 광저우 류롱쓰(廣州六榕寺), 광샤오쓰(光孝寺)，루위안셴 윈먼쓰(乳源縣雲門寺)，자오칭 칭윈쓰(肇慶慶雲寺)，차오양셴 링산쓰(潮陽縣靈山寺)，차오저우 카이위안쓰(潮州開元寺).
- 도교 - 도교신자는 12만 명 정도이며, 보뤄셴 뤄푸산(博羅縣羅浮山)에 있는 총쉬고관(沖虛古觀)은 대표적인 도교 사원이다.
- 개신교 - 개신교는 1807년 처음으로 광둥을 거쳐 중국으로 들어오게 되었다. 1949년 광둥에는 약 9만 명의 개신교 신자들이 있었으며 개신교 신자가 많은 성으로 분류되었었다. 현재는 약 30만 명으로 늘었지만, 전국 범위에서 보면 신자 수가 적은 편이다. 신자의 대부분은 광둥 동부지역의 객가인(客家人)과 차오저우인(潮州人)이다. 객가인 지역에 개신교가 전파된 것은 스위스 바젤 선교단에 의해서였다.
- 천주교 - 신자수는 약 20만 명이며 대부분 산터우(汕头)교구에 속해 있다. 자오칭시(肇慶市)는 명대(明代) 1583년에 마테오 리치 선교사가 중국 내륙 도시 중 처음으로 들어 온 곳이었다.
- 이슬람교 - 광저우(廣州)와 자오칭(肇慶)에 약 2만 명의 무슬림이 있다.

## 교육
광저우는 중국에서 대학이 가장 밀집되어 있는 지역이다. 유명한 대학으로는 중산대학(中山大學), 화난 이공대학(華南理工大學) 등이 있다.

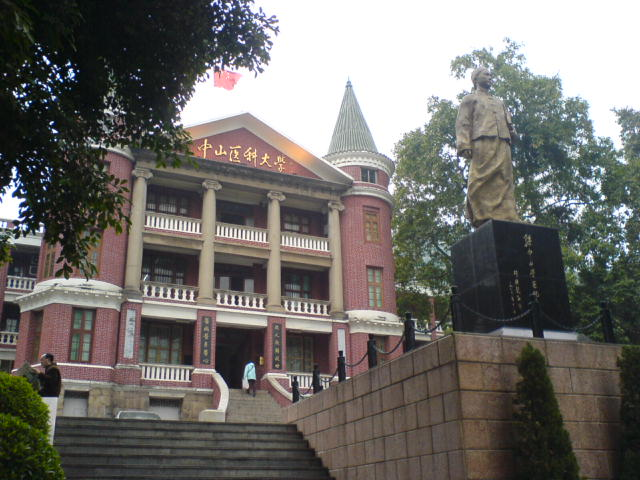
중산대학(中山大學) 쑨원(孫文) 동상

주요 대학
- 중산대학(中山大學)
- 포산대학 (佛山大学)
- 산터우대학 (汕頭大學)
- 지난대학 (暨南大學)
- 선전대학 (深圳大學)
- 화난이공대학 (華南理工大學)
- 화난농업대학 (華南農業大學)
- 둥관이공대학 (東莞理工學院)

## 같이 보기
- 광둥인민방송
- 주강 삼각주